# Johan Arango
Johan Leandro Arango Ambuila (Cali, 5 febbraio 1991) è un calciatore colombiano, attaccante dell'Inter de Palmira.

## Carriera

### Club
Ha giocato nella prima divisione dei campionati colombiano, saudita, peruviano e bengalese.

## Palmarès

### Club

#### Competizioni nazionali
- Súper Liga: 1

Santa Fe: 2017